# Invisibile (Paul Auster)
Invisibile (Invisible) è un romanzo scritto da Paul Auster nel 2009 Il libro è diviso in quattro parti, che raccontano un'unica storia, ma solo la prima è narrata dal protagonista.

## Trama
La prima sezione, intitolata "Primavera" è raccontata in prima persona. Narra la vicenda dello studente della Columbia University, Adam Walker, che incontra casualmente in una festa a New York City, nella primavera del 1967, il professore di scienze politiche francese Rudolf Born, il quale gli propone di pubblicare una rivista di poesia e critica letteraria. Subito dopo Born deve partire per la Francia. Adam nel frattempo ha una relazione con la sua fidanzata Margot, che finisce bruscamente al ritorno di Borg dopo due settimane. Nonostante abbia scoperto il tradimento, Born propone ad Adam di pubblicare il primo numero della rivista, e gli consegna un cospicuo assegno. Durante una passeggiata notturna, i due incontrano un rapinatore che li minaccia con la pistola. Born estrae un coltello e lo ferisce. Adam corre a cercare soccorsi ma al suo ritorno non vede più ne Born ne' il ragazzo ferito. Pochi giorni dopo, scopre che il cadavere del rapinatore è stato rinvenuto in un parco, ucciso da 12 coltellate al petto e allo stomaco. Born è partito per la Francia e non sarà più possibile farlo incriminare negli Stati Uniti.
La seconda sezione, "Estate", descrive i quarant'anni successivi, della vita di Adam. Questa sezione della storia è raccontata in seconda persona, da un amico d'infanzia, il noto scrittore Jim *, cui Adam ha spedito il manoscritto della prima sezione, accompagnandolo con una lettera accorata, in cui gli confida di essere malato terminale di leucemia. I due si organizzano per incontrarsi a breve.
Nella terza sezione, "Autunno", veniamo a sapere che Adam è morto nel 2007, prima che lui e Jim potessero incontrarsi. Ha lasciato solo le note della terza sezione del suo libro di memorie. Jim completa il racconto dell'ultimo mese vissuto da Adam con la sorella Gwyn a New York, prima di partire per Parigi. Adam afferma di aver avuto un'intensa relazione incestuosa con la sorella e di averla sempre amata. Si è comunque recato a Parigi, dove ha rivisto Born e Margot e ha conosciuto una donna di nome Hélène e sua figlia Cécile. Hélène avrebbe dovuto diventare la moglie di Born, ma Adam cerca di impedirlo e diventa amico della figlia Cécile, che si innamora di lui, non ricambiata. 
L'ultimo capitolo si svolge nel 2007 ed è narrato da Cécile. La sorella Gwyn, contattata dallo scrittore che sta cercando di completare il libro, sostiene che gli episodi di incesto sono inventati e che tra lei e il fratello non c'è mai stato nulla. Jim si chiede se tutta la storia delle presunte memorie sia vera. Alla ricerca di conferme, rintraccia Cécile, divenuta nel frattempo un'illustre studiosa. Cécile conferma i dettagli della vita di Adam a Parigi e aggiunge il racconto di uno strano incontro, avuto con Born in un'isola dei Caraibi, in cui questo le ha chiesto di sposarlo.

## Edizioni
- Paul Auster, Invisibile, traduzione di Massimo Bocchiola, Einaudi, 2009, ISBN 978-88-06-19970-8.